# Odžak (Nevesinje)
Pour les articles homonymes, voir Odžak.
Odžak (en serbe cyrillique : Оџак) est un village de Bosnie-Herzégovine. Il est situé dans la municipalité de Nevesinje et dans la république serbe de Bosnie. Selon les premiers résultats du recensement bosnien de 2013, il compte 140 habitants.

## Démographie

### Évolution historique de la population dans la localité
| 1948 | 1953 | 1961 | 1971 | 1981 | 1991 | 2013 |
| ---- | ---- | ---- | ---- | ---- | ---- | ---- |
| -    | -    | 349  | 316  | 271  | 222, | 140  |

|  |

### Communauté locale
En 1991, la communauté locale d'Odžak comptait 1 062 habitants, répartis de la manière suivante :